# Staubwanze
Die Staubwanze (Reduvius personatus), auch Große Raubwanze und Maskierter Strolch genannt, ist eine Wanzenart (Heteroptera) aus der Familie der Raubwanzen (Reduviidae). Sie ist eine der größten mitteleuropäischen Arten. Kennzeichnend für das auch als „Maskierter Strolch“ oder „Kotwanze“ bezeichnete Insekt ist das Tarnungsverhalten ihrer Nymphen. Diese bedecken sich mit dem verfügbaren Substrat der Umgebung wie Staub und Sandkörner, bis sie darauf beinahe unsichtbar werden. Sie kann schmerzhaft stechen.

## Verbreitung und Lebensraum
Die Staubwanze besiedelt ganz Europa bis nach Nordafrika. Nach Osten reicht ihre Verbreitung über Kleinasien bis in den Kaukasus. Durch Verschleppung kommt die Raubwanze heute in Nordamerika vor, vermutlich auch in Australien und Südamerika. Als Kulturfolger lebt sie in alten Häusern, in Ställen und auf Dachböden ebenso wie auf Müllplätzen. In wärmeren Regionen kommt das Insekt außerdem im Freiland, beispielsweise in hohlen Bäumen, unter loser Borke oder in verlassenen Vogelnestern vor.

## Merkmale und Lebensweise

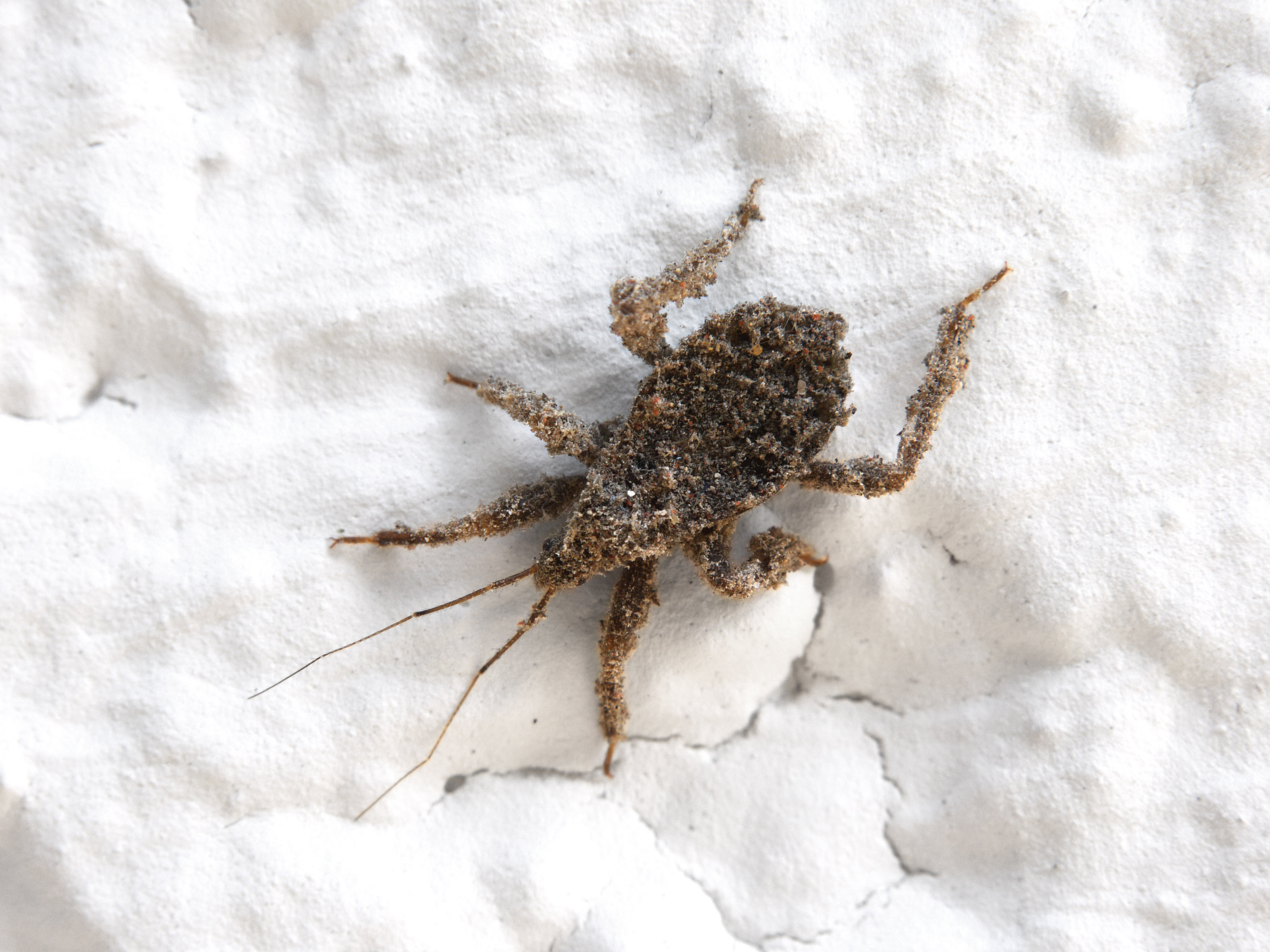
Nymphenstadium der Staubwanze

Die Imago erreicht Körpergrößen zwischen 15 und 19 Millimetern und ist einfarbig schwarz oder schwarzbraun gefärbt. Ihre Körperoberseite ist schwach glänzend. Die große, robuste Art ist im Körperumriss elliptisch geformt und stark behaart. Die Nymphen sind heller; ihr Hinterleib ist grau.
Die Tiere ernähren sich ausschließlich räuberisch von verschiedenen Gliederfüßern (Arthropoden), beispielsweise von Vorratsschädlingen oder von das Licht anfliegenden Insekten. Die Wanzen verfügen am Ende der Vorderschienen (Tibiae) über ein Haftpolster, eine als „Fossula spongiosa“ bezeichnete Struktur aus dicht stehenden Haaren zum Festhalten der Beute. Diese wird durch einen auch für den Menschen sehr schmerzhaften Stich rasch getötet und ausgesaugt. Sowohl die erwachsenen Tiere als auch die Nymphen sind in der Lage, längere Hungerperioden zu überstehen, wodurch sich jedoch deren jeweilige Entwicklung verzögert. Ein Generationszyklus kann daher bis zu drei Jahre betragen mit zwei Überwinterungen der Nymphen.
Die Nymphen zeigen ein ausgeprägtes Maskierungsverhalten zum Schutz gegen Fressfeinde. Sie laden sich sofort nach jeder Häutung mit den Hinterbeinen Staub und andere Schmutzpartikel auf die Körperoberfläche und auf die Beine. Diese Partikel bleiben aufgrund klebriger Ausscheidungen spezieller Drüsenhaare haften. Die Fühler und die Tarsen bleiben dabei frei. So sind die Tiere zum einen getarnt, zum anderen schmecken sie möglichen Fressfeinden aufgrund des Schmutzes nicht.